# Люшиця
Люшиця (пол. Luszyca) — село в Польщі, у гміні Поланець Сташовського повіту Свентокшиського воєводства.
Населення — 22 особи (2011).
У 1975-1998 роках село належало до Тарнобжезького воєводства.

## Демографія
Демографічна структура на день 31 березня 2011 року:
|          | Загалом | Допрацездатний вік | Працездатний вік | Постпрацездатний вік |
| -------- | ------- | ------------------ | ---------------- | -------------------- |
| Чоловіки | 12      | 0                  | 9                | 3                    |
| Жінки    | 10      | 1                  | 4                | 5                    |
| Разом    | 22      | 1                  | 13               | 8                    |